# Temporada da NBA de 1956–57
A temporada da NBA de 1956-57 foi a décima primeira temporada da National Basketball Association (NBA). Ela encerrou com o Boston Celtics conquistando o título da NBA (o primeiro dos seus 17) após derrotar o St. Louis Hawks por 4-3 nas finais da NBA.

## Resultado final

### Divisão Leste
| Time                  | V  | D  | %    | JA |
| --------------------- | -- | -- | ---- | -- |
| Boston Celtics C      | 44 | 28 | .611 | -  |
| Syracuse Nationals    | 38 | 34 | .528 | 6  |
| Philadelphia Warriors | 37 | 35 | .514 | 7  |
| New York Knicks       | 36 | 36 | .500 | 8  |

### Divisão Oeste
| Time               | V  | D  | %    | JA |
| ------------------ | -- | -- | ---- | -- |
| Minneapolis Lakers | 34 | 38 | .472 | -  |
| Fort Wayne Pistons | 34 | 38 | .472 | -  |
| St. Louis Hawks    | 34 | 38 | .472 | -  |
| Rochester Royals   | 31 | 41 | .431 | 3  |

C - Campeão da NBA

## Líderes das estatísticas
| Categoria        | Jogador        | Time                  | Est.  |
| ---------------- | -------------- | --------------------- | ----- |
| Pontos           | Paul Arizin    | Philadelphia Warriors | 1,817 |
| Reboutes         | Maurice Stokes | Rochester Royals      | 1,256 |
| Assistências     | Bob Cousy      | Boston Celtics        | 478   |
| Arremessos (%)   | Neil Johnston  | Philadelphia Warriors | 44.7  |
| Tiros livres (%) | Bill Sharman   | Boston Celtics        | 90.5  |

## Prêmios
- Jogador Mais Valioso: Bob Cousy, Boston Celtics
- Revelação do Ano: Tom Heinsohn, Boston Celtics

- All-NBA Primeiro Time:
  - Paul Arizin, Philadelphia Warriors
  - Bob Pettit, St. Louis Hawks
  - Bob Cousy, Boston Celtics
  - Bill Sharman, Boston Celtics
  - Dolph Schayes, Syracuse Nationals